# Széplak (Románia)
Széplak (románul Bunești) falu Romániában, Kolozs megyében, Szamosújvártól 8 km-re észak-nyugatra.

## Története

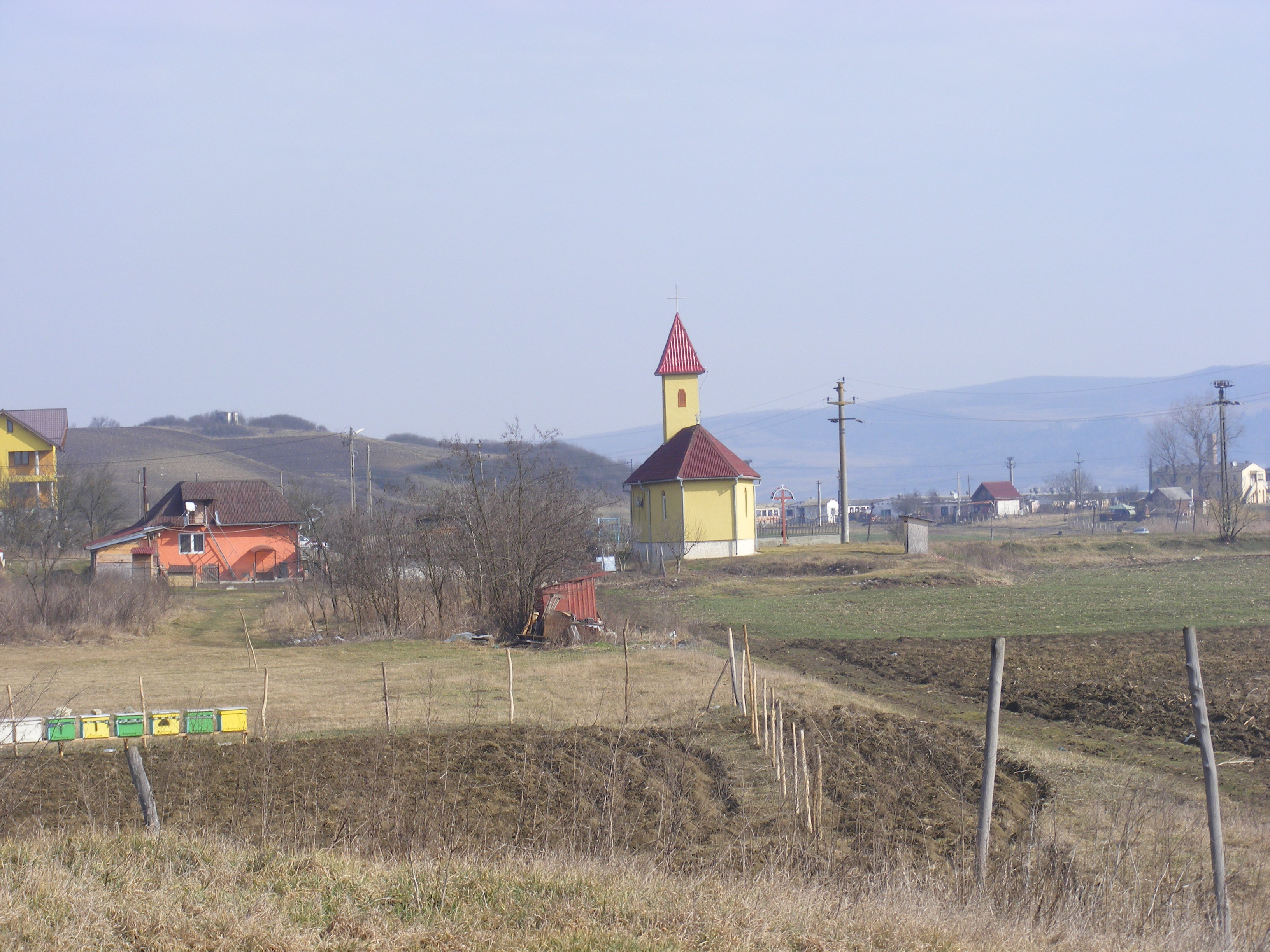
Ortodox templom Széplakon.

A falutól északkeletre újkőkorszaki, vaskori és római kori leleteket tártak fel. Első említése 1269-ből maradt fenn. 

## Lakossága
1850-ben 604 lakosából 583 román és 19 magyar volt. 1992-ben 903 lakosából 850 román és 51 cigány volt.

## Híres emberek
- Itt született 1815-ben Makray László honvédtiszt, országgyűlési képviselő.